# 南公园站 (福州)
南公园站位于中华人民共和国福建省福州市台江区六一路与国货路交叉口南侧，是福州地铁建设中滨海快线的地铁车站，计划于2025年启用。

## 站名来源
站名来源于附近的南公园。其前身为清初靖南王耿精忠的私人庄园“耿王庄”，后经多次易主。大清同治五年（1866年），闽浙总督左宗棠在此设立桑棉局，推动蚕桑业发展。民间多称为“南公园”，原本意为，耿精忠自称为“南公”，故称为“‘︁南公’︁园”。民國四年（1915年）正式辟为公园，因其位于福州城南而得名“城南公园”，故又变简称成为“南‘︁公园’︁”，为福州最早开放的公园之一。虽都简称为“南公园”，但意思指向却是大相径庭，史学界以及民间普遍认为是“‘︁南公’︁园”。

## 车站结构
南公园站位于六一路与国货路交叉口以南，为地下二层车站，净长174.3米，净宽39米，基坑开挖深度约19米，共设有4个出入口和2组风亭。
| 地下一层 | 站厅                                 |  | 票务服务、自动售票机          |
| 地下二层 | 1                                    |  | 滨海快线 往福州火车站（闽都） |
| 地下二层 | 岛式站台，列车运行方向左侧的车门打开 |  |                               |
| 地下二层 | 2                                    |  | 滨海快线 往文岭（三叉街）     |

## 历史
- 2019年11月14日，福建省发展和改革委员会批复关于福州至长乐机场城际铁路工程可行性研究报告（闽发改网审交通〔2019〕219号），其中提及设国货路站[4]。
- 2020年3月31日，车站主体工程动建，为全线首座开工的车站[5]。
- 2020年4月7日，福建省发展和改革委员会批复关于福州至长乐机场城际铁路工程初步设计（闽发改网审交通〔2020〕50号），其中提及在六一路国货路口南侧设国货路站[6]。
- 2020年12月3日，车站管线迁改完成[7]。
- 2021年1月10日，车站地连墙施工完成[8]。
- 2021年11月10日，车站主体结构封顶，为全线首座主体结构封顶的地下车站[3]。